# Václav Vrbík
Václav Vrbík (* 1954) je český informatik a vysokoškolský pedagog. Dlouhodobě se věnuje přípravě učitelů informatiky a péči o studenty doktorského studia. Jeho odborným zaměřením jsou didaktika informatiky, teorie řízení, webové technologie a programovací techniky.

## Životopis
Vystudoval Elektrotechnickou fakultu Vysoké školy strojní a elektrotechnické v Plzni v oboru technická kybernetika (1978). Vědeckou hodnost kandidáta technických věd získal v roce 1985 na Fakultě elektrotechnické ČVUT v Praze, opět v oboru technická kybernetika. Docentem se stal v roce 2005 po habilitačním řízení na Fakultě přírodních věd Univerzity Konstantina Filosofa v Nitře (Slovenská republika) v oboru teorie vyučování matematiky. Od roku 1986 je jeho jméno spojeno s Pedagogickou fakultou ZČU, kde stál především u zrodu dnešní Katedry výpočetní a didaktické techniky. V roce 1988 se stal vedoucím tehdy vzniklého Oddělení výpočetní a didaktické techniky katedry matematiky a fyziky pedagogické fakulty. Samostatná Katedra výpočetní a didaktické techniky vznikla v roce 1991 a docent Václav Vrbík stál v jejím čele v letech 1993–2017. Během této doby se zasloužil mimo jiné o vznik doktorského studijního programu Specializace v pedagogice, studijní obor Informační a komunikační technologie ve vzdělávání (Ph.D., 2007). Tento na tehdejší dobu originální obor doktorského studia navrhl doc. Vrbík ve spolupráci s prof. RNDr. Ivo Volfem, CSc. z Univerzity Hradec Králové. Studium bylo realizováno ve společné formě, na které se kromě Fakulty pedagogické Západočeské univerzity v Plzni (garant doc. Ing. Václav Vrbík, CSc.) podílela Pedagogická fakulta Jihočeské univerzity v Českých Budějovicích (garant doc. RNDr. Václav Nýdl, CSc.), Pedagogická fakulta Ostravské univerzity (garant doc. RNDr. Jana Kapounová, CSc.) a Pedagogická fakulta Univerzity Hradec Králové (garant doc. Ing. Vladimír Jehlička, CSc.). Katedra pod jeho vedením vychovala stovky učitelů informatiky základních i středních škol, desítky doktorandů úspěšně obhájily disertační práce a získaly titul Ph.D. Na svém kontě má řadu publikací v odborných časopisech, je také autorem mnoha učebnic zaměřených např. na programování či webové technologie. Od roku 2019 již nebylo možné realizovat doktorské studium Informační a komunikační technologie ve vzdělávání ve společné formě a tak studium pokračovalo samostatně pouze na Přírodovědecké fakultě Univerzity Hradec Králové a Pedagogické fakultě Ostravské univerzity. Od roku 2021 je na Přírodovědecké fakultě Univerzity Hradec Králové v uvedeném oboru akreditováno habilitační řízení a řízení ke jmenování profesorem. Tím získal obor Informační a komunikační technologie ve vzdělávání i v České republice pevné místo v rámci vědního oboru informatika.

## Odborné publikace
Publikoval celkem cca 80 prací různého charakteru, z toho 2 monografie a 33 skript.
Výběr:
ROHLÍKOVÁ, L., VRBÍK, V. a kol. Importance of information and communication technology for academic success from students’ perspective. In Divai 2016 : 11th International Scientific Conference on Distance Learning in Applied Informatics. Štúrovo: Wolters Kluwer, 2016. s. 397-405. ISBN 9788075522498
ROHLÍKOVÁ, L., VRBÍK, V a kol. Informační a komunikační technologie a vysokoškolský student v éře mobilních technologií. AULA časopis pro vysokoškolskou a vědní politiku, 2015, roč. 23, č. 2, s. 3–28. ISSN 1210-6658
Vrbík, V., Hodinář, J. Communicative Approach to Teaching Programming With Focus on Project-Based Learning. Recent Patents on Computer Science, 2012, roč. 5, č. 2, s. 1-11. ISSN 1874-4796
Vrbík, V. Webové technologie. 1. vyd. Hradec Králové : Gaudeamus, 2012, 148 s. ISBN 9788074351938
Přibáň, T., Hodinář, J., Vrbík, V. A New Approach to Measuring of Computer Literacy at the UWB. Journal on Efficiency and Responsibility in Education and Science, 2011, roč. 4, č. 2, s. 97-104. ISSN 1803-1617
Vrbík, V., Přibáň, T. Communicative Approach to Teaching Programming. Recent Patents on Computer Science. 2009, vol. 2, is. 2, s. 116-123. ISSN 1874-4796
Mašek, J., Michalík. P., Vrbík, V. Otevřené technologie ve výuce. 1. vyd. Plzeň: Západočeská univerzita v Plzni, 2004. 125 s. ISBN 8070432543
Vrbík, V. Kommunikativer Zugang zum Programmierunterricht. Spektrum, Regensburg, SRN, 2003, č. 1, s. 94 - 97.
Vrbík, V. Komunikativní přístup k výuce programovacího jazyka. 1. vyd. Plzeň: Západočeská univerzita v Plzni, 2002. 150 s. ISBN 9788070200018